# Mars Polar Lander

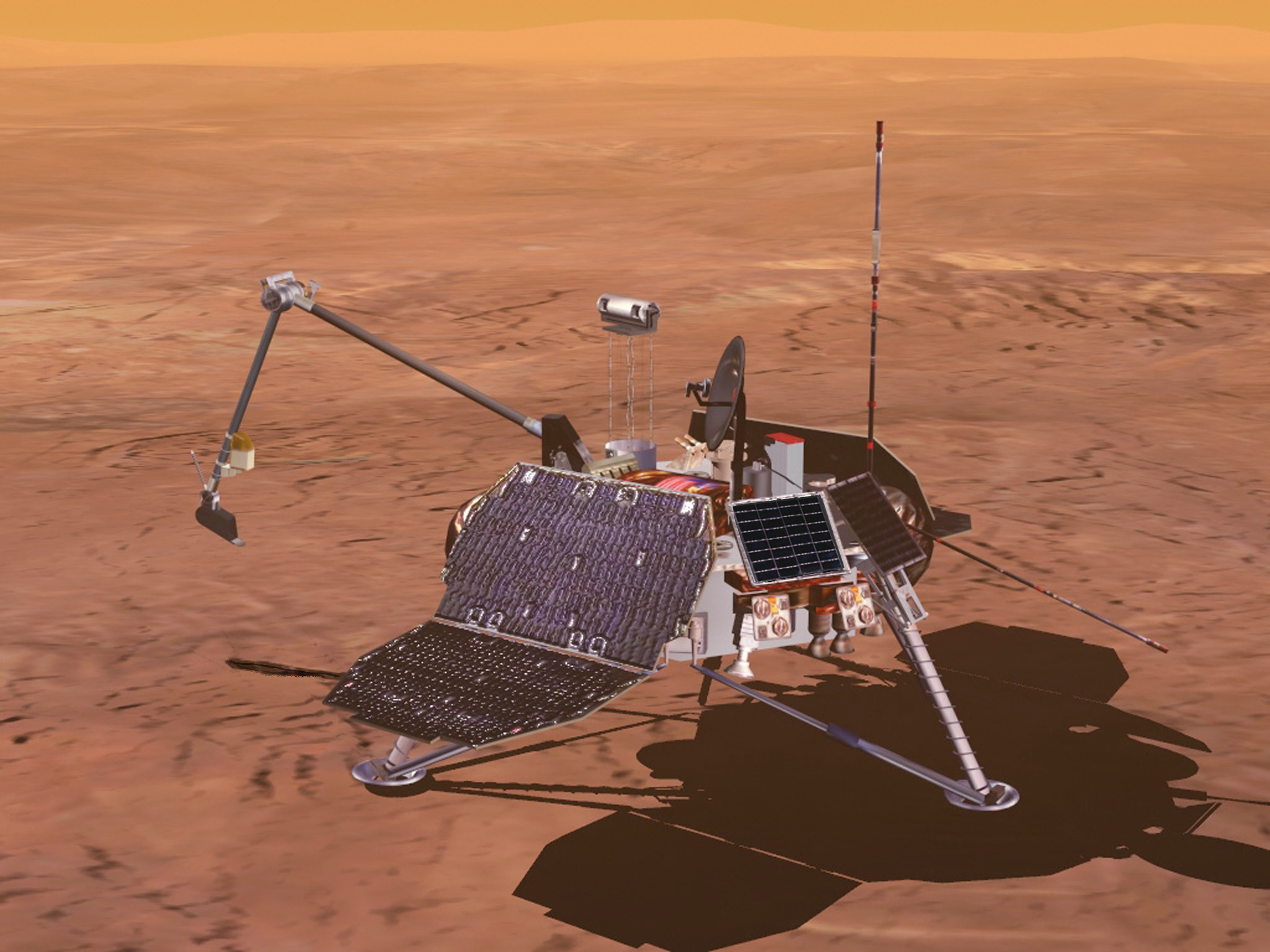
Concepção artística do Mars Polar Lander

O Mars Polar Lander ou o Pousador Polar de Marte é uma sonda espacial norte-americana, gerenciada pelo Laboratório de propulsão a jacto da NASA. Foi lançado pelo foguete Delta II 7425 em 3 de janeiro de 1999 e chegou a Marte em 3 de dezembro de 1999, após uma viagem de nove meses. Era a primeira tentativa de pouso em Marte desde a missão Mars Pathfinder de 1997. 
A sonda na realidade transportava duas sondas distintas ou melhor dizendo, três sondas. A sonda principal, Mars Polar Lander e as duas micro-sondas do experimento Deep Space 2.
Quanto ao experimento Deep Space 2, tratava-se do segundo empreendimento do New Millennium Program - NMP, um programa especial da NASA que visa desenvolver novas tecnologias com o intuito de melhor realizar as pesquisas, suplantando as várias adversidades que acompanham a exploração espacial.
Mars Polar Lander foi enviado poucas semanas após o lançamento da Mars Climate Orbiter. Era a primeira nave espacial do programa Mars Surveyor '98, a outra nave espacial era a Mars Climate Orbiter, anteriormente denominada de Mars Surveyor '98 Orbiter.
As duas naves espaciais foram lançadas separadamente, mas formavam uma única missão com a finalidade de estudar o clima de Marte. Razão pela qual ambas as naves foram lançadas em um curto espaço de tempo. O objetivo primário desta missão seria a de realizar o estudo do solo e do clima nas imediações do local de pouso.

## Lançamento e a viagem
O primeiro estágio foi movido pelo motor RS-27A da Boeing, ajudado pelos foguetes auxiliares feitos em grafite-epóxi. O segundo estágio foi impulsionado pelo motor AJ-10-118K da Aerojet. O terceiro estágio ficou a cargo do motor Star 48B da AtK Thiokol.
Após a queima do terceiro estágio e de seu desligamento do resto da nave espacial, esta se encontrava em rotação, devido aos procedimentos de lançamento e de navegação da sonda. Foi iniciada uma ação para deter esta rotação e assim que isso foi feito, os painéis solares foram abertos e dirigidos ao Sol e as antenas da Rede de Espaço Profundo iniciaram o monitoramento da nave espacial.
Durante a fase de cruzeiro os contatos com a nave especial foram feitos através da antena de médio-ganho. Quinze dias após seu lançamento foi programada a maior correção de trajetória prevista em toda a viagem. Dependendo do grau de correção, esta correção seria feita em duas etapas.

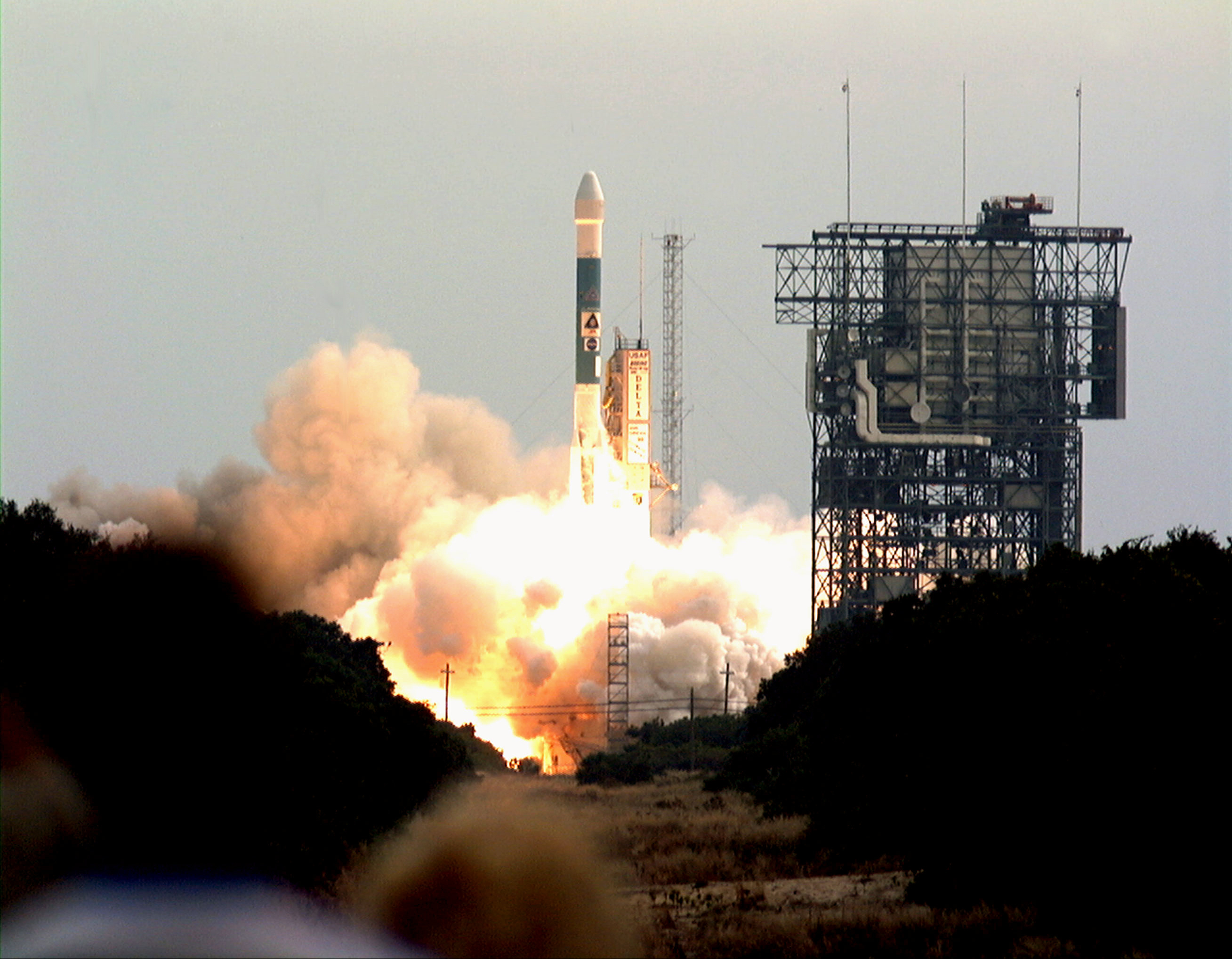
Lançamento da missão Mars Polar Lander

Quatro pequenas correções de trajetórias foram previstas para o restante do cruzeiro e mais uma correção de emergência foi programada, caso fosse necessária usá-la, para sete horas antes da entrada na atmosfera de Marte.
Quando estivesse próxima de Marte a nave espacial Mars Polar Lander receberia apoio do Mars Climate Orbiter ou do Mars Global Surveyor, para auxiliar na obtenção de uma maior precisão na trajetória de sua chegada a Marte.
O pousador e as duas micro-sondas chegaram em bom estado a Marte. 
Minutos antes da entrada na atmosfera, o estágio de cruzeiro que transportava o pousador durante sua travessia pelo espaço, foi descartado e o pousador dentro de sua cápsula térmico-mecânica protetora iniciou a descida em Marte.  
Pouco antes da separação, duas micro-sondas do programa Deep Space 2 se desconectaram do estágio de cruzeiro e iniciaram a descida em Marte, independentemente da cápsula do pousador. Elas eram chamadas de Amundsen e Scott, nomes de dois dos primeiros exploradores a atingirem o pólo sul da Terra.
Durante a sua entrada na atmosfera, o Mars Polar Lander fez o uso de paraquedas.
Quase no começo de sua queda foram acionados retrofoguetes que diminuíram sua velocidade de queda. A Câmera Imageadora ou Mars Descent Imager - MARDI fotografou a descida do pousador em Marte.

## Pouso
O local de pouso foi próximo ao pólo sul, entre 74º Sul e 78º Sul, menos de 1000 km de distância do pólo. Esta área é uma região onde a capa de gelo polar avança e recua conforme as estações do ano. Poderiam existir materiais que contivessem informações sobre a história climática de Marte. A aterrissagem ocorreu na primavera do hemisfério sul de Marte.

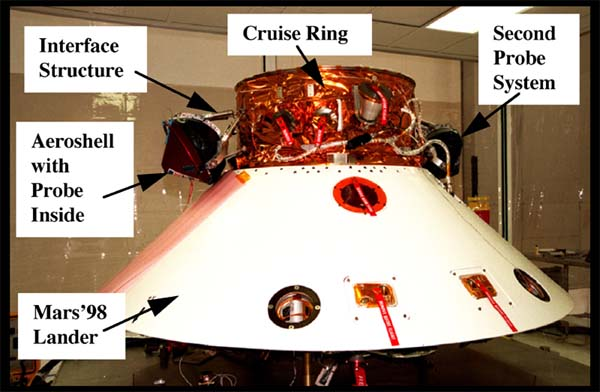
Mars Polar Lander com suas duas mini-sondas

No primeiro dia de sua aterrissagem, todos os equipamentos deveriam ser abertos, incluindo os painéis solares, a antena de médio-ganho e o braço mecânico, feita a checagem dos equipamentos e o estabelecimento de comunicações com a Terra, além do início da fase de pesquisas científicas.  
O aterrizador estava equipado com transmissores de UHF. Para receber dados da Terra, o aterrizador receberia as informações pelo Mars Climate Orbiter e ou pelo Mars Global Surveyor. Para transmitir dados para a Terra, o aterrizador faria o uso do Mars Climate Orbiter. 
Para contato de emergência direto com a Terra, o aterrizador faria o uso da sua antena de médio-ganho.

## Instrumentos de pesquisa

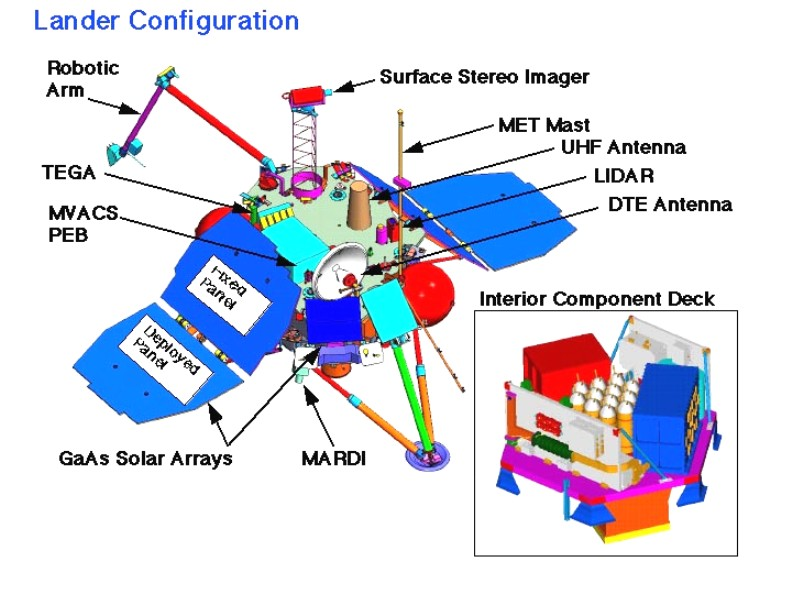
Diagrama do mars Polar Lander

Entre os instrumentos que equipavam o aterrizador estavam:
- Mars Volatiles and Climate Surveyor - MVACS, tratava-se de um conjunto de instrumentos que deveriam fazer pesquisa do clima no sítio de pouso, para exatamente conhecer como a história climática de Marte se alterou. Carregava também o instrumento LIDAR da Agência Espacial Russa.

- Light Detection and Ranging –LIDAR é um sistema de sondagem a laser que está situado na parte superior do aterrizador. Utiliza laser a gálio-alumínio- arsênio, que emite pulsos constante de energia e de ondas de igual comprimento.

O LIDAR atua em dois modos de sondagem. O ativo e o acústico. Durante a fase de sondagem, pulsos de luz são emitidos e retornam com intervalos diferentes de acordo com a localização e tipo de material que tenha se chocado, como gelo ou nuvens de poeira, para distâncias de 2 até 3 km. Quanto à sonda acústica, trata-se de um microfone destinado a captar sons externos.
O LIDAR foi fornecido pelo Space Research Institute - IKI da Rússia, pela Academia de Ciências, sob o patrocínio da Agência Espacial Russa (Russian Space Agency – RSA).
- MVACS incluía pesquisas meteorológicas, fotografias e experimentos com o solo de Marte. Um braço robótico seria usado para cavar o solo e recolher amostras para análises.

Pretendia-se que as pesquisas fossem capazes de analisar o gelo junto ao solo e ver as alterações climáticas durante as estações em Marte, pesquisando os ciclos de vapor de água e do dióxido de carbono e da poeira em Marte. Aguardava-se que o aterrizador funcionasse por pelo menos três meses. 

## Micro-sondas
O programa Deep Space 2 consistia no envio de duas micro-sondas, com a finalidade de demonstrar que elas poderiam analisar o solo e enviar os dados coletados para uma sonda orbital e esta retransmitir os dados coletados para a Terra. Transportada pela sonda Mars Polar Lander, as micro-sondas foram liberadas aquando da entrada do aterrizador na atmosfera e se supõem que devam ter se impactado contra o solo de Marte a uma velocidade de 20 metros por segundo.
Lamentavelmente elas não devem ter aterrizado em segurança e não foram capazes de transmitir quaisquer dados para o Mars Global Surveyor que orbitava sobre o local da queda.

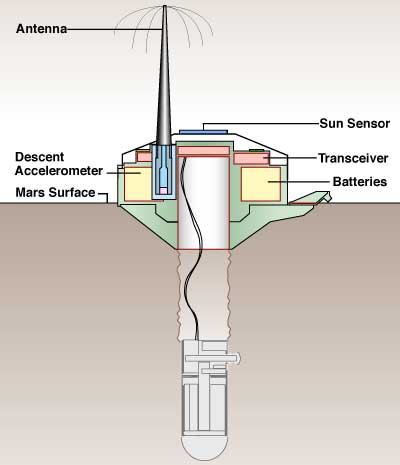
Desenho esquemático da parte superior da sonda

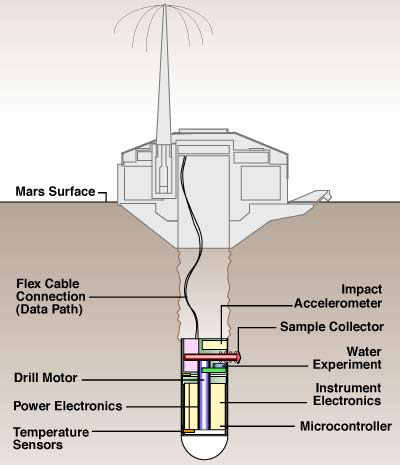
Desenho esquemático da parte inferior da sonda

Caso tivessem sucesso, cada cápsula ao atingir o solo, deveria se romper e liberar uma pequena sonda que deveria penetrar de 1 a 2 metros no solo do planeta e procurar através desta abertura por água, pois este era o objetivo principal desta sonda. 
Este pequena sonda também deveria medir a temperatura do solo e monitorar o clima do local da queda. As micro-sondas deveriam funcionar por pelo menos 50 horas.
O ponto de impacto das micro-sondas foi mais ao norte do ponto de descida do Mars Polar Lander. Distante cerca de 200 km. Em uma região que se supõe seja formada por camadas de pó e de gelo e que deveriam conter um histórico do clima em Marte, pois o local seria um reservatório de gelo e de poeira de Marte. 
- Dimensões das micro-sondas

Corpo do aterrizador: 275 mm de altura com diâmetro de: 350 mm
Comprimento do penetrador: 105,6 mm com diâmetro de: 39 mm
Corpo do aterrizador: 105,3 mm de altura com diâmetro de: 136 mm
Antena: 127 mm de altura
- Peso da micro-sonda

Peso total: 3 574 gramas
Peso do corpo do aterrizador: 670 gramas
Peso do penetrador: 1 737 gramas
Peso da cápsula protetora termo-mecânica: 1 165 gramas
- Instrumentos científicos

Coletar amostras/ Experimento para a detecção de água
Experimento para análise térmica do solo
Acelerômetro de descida na atmosfera
Acelerômetro de impacto
- Fonte de energia

Duas baterias de cloreto de lítio (lighium-thionyl chloride (LiSOCl2)), cada uma fornecendo 600 miliampéres-horas.
- Tecnologias

Foram desenvolvidas 10 novas tecnologias para serem testadas neste experimento.
- Custo das sondas

Valor total: US$ 29,2 milhões

## Resultados
Em 3 de dezembro de 1999, dez minutos antes de aterrizar próximo ao pólo sul, houve perda de contacto com o aterrizador e não houve mais nenhuma comunicação.
Estudos posteriores indicaram que possivelmente houve o desligamento prematuro do motor do aterrizador antes que ele tocasse no solo. Quando o aterrizador se encontrava a 40 metros da superfície, suas pernas de pouso se abriram e o balanço causado no aterrizador pode ter levado o computador a considerar que havia pousado procedendo o desligamento do motor de descida.   
Desta forma os cientistas do Laboratório de Jato-propulsão - JPL da NASA entenderam que o aterrizador ter-se-ia chocado no solo, a uma velocidade de 22 metros por segundo, danificando-se.
As duas micro-sondas nunca retransmitiram qualquer dado e acredita-se que tenham se desintegrado no impacto. Uma das sondas aparentemente teria caído junto à borda de uma cratera, numa região de solo muito rochoso.